# Вольтман, Карл Яковлевич
Карл Яковлевич Вольтман (1898—1984) — советский хозяйственный и общественный деятель.

## Биография
Родился в 1898 году. С 1913 года — слесарь, затем помощник машиниста, машинист паровозного депо, инструктор дорожного комитета, ответственный инструктор ЦК профсоюза, председатель республиканского Совета профессиональных союзов Латвийской ССР.
Член КПСС с 1924 года. Избирался депутатом Верховного Совета Латвийской ССР 3-го созыва, Совета Союза Верховного Совета СССР 4-го и 5-го созывов от Латвийской ССР (1954—1962) созывов.
Умер в 1984 году.